# Illoula Oumalou
Illoula Oumalou (in caratteri arabi: ايلولا أوما لو) è una città dell'Algeria facente parte del distretto di Bouzguen, nella provincia di Tizi Ouzou.
È di Illoula Oumalou il cantante e politico Ferhat Mehenni.